# Giovanni Sforza
Giovanni Sforza (ur. 5 lipca 1466 w Pesaro, zm. 27 lipca 1510 tamże) – włoski kondotier, pan na Pesaro i Gradarze od 1483 roku aż do śmierci. Najbardziej znany z małżeństwa z Lukrecją Borgią, które zostało anulowane oficjalnie z powodu jego impotencji w marcu 1497 roku.

## Życie i małżeństwa
Jako nieślubny syn Costanzego I Sforzy, był członkiem potężnego rodu Sforzów. Po śmierci ojca w 1483 odziedziczył ziemię Pesaro i Gradary.
W 1489 Giovanni ożenił się z Magdaleną Gonzagą, córką Federica I Mantui, która zmarła w następnym roku. Rodzina Borgiów postrzegała go jako wartościową partię do sojuszu z Księstwem Mediolanu i z pomocą kuzyna Giovanniego, kardynała Ascanio Sforza, w lutym 1492 zakończyła negocjacje w sprawie małżeństwa pomiędzy 26-letnim Giovannim i Lukrecją Borgią – trzynastoletnią, nieślubną córką papieża Aleksandra VI. Porozumienie miało miejsce w dniu 12 czerwca tego roku, a umowa przewidywała, że do wesela z Lukrecją Giovanni zatrzyma się w Rzymie i nie skonsumuje małżeństwa przez rok. Panna młoda wniosła posag w wysokości 31 tysięcy dukatów. Oficjalny ślub odbył się w Watykanie w 1493 roku.
Razem z Lukrecją w Pesaro spędził dwa lata, a w tym czasie dla ambitnej rodziny Borgiów wartość sojuszu z Mediolanem i Romanią zmniejszyła się. Ród Sforzów próbował wykorzystać jego bliskość z Borgiami na korzyść Mediolanu. Giovanni działał jako szpieg, ale został zdemaskowany przez Aleksandra VI. Tymczasem powstały inne korzyści polityczne (szczególnie sojusz z Neapolem), czyniąc strategiczne małżeństwo bezużytecznym. Lukrecja, przyzwyczajona do uprzywilejowanego życia na dworze papieskim, nie dostosowała się do prowincjonalnej atmosfery Pesaro. W Boże Narodzenie 1495 roku Giovanni i Lukrecja obecni były w sądzie w Rzymie.
Sforza był świadomy, że jego majątek był niepewny. Opuścił Rzym, aby kontynuować kampanię wojskową, a po powrocie (w lutym 1497 r.) szybko uciekł z miasta w przebraniu. Niektóre źródła mówią, że powodem tej decyzji było to, że papież i jego syn Cezar wymyślili spisek morderstwa Giovanniego, ale Lukrecja została poinformowana o nim przez brata i ostrzegła męża. Te informacje nie zostały udowodnione, ale pozostają nadal popularnym wyjaśnieniem.

## Unieważnienie małżeństwa i późniejsze życie
Papież zwrócił się o stwierdzenie nieważności w imieniu Lukrecji w 1497 roku. Kardynał Ascanio Sforza został wezwany do mediacji między jego bratankiem a Borgiami. Starał się przekonać Giovanniego do zaakceptowania unieważnienia. Jednak Giovanni odmówił z co najmniej dwóch powodów: po pierwsze, został zobowiązany do zwrotu sporego posagu, który wniosła Lukrecja, a po drugie, wymagało to podpisania się pod stwierdzeniem, że był impotentem. Niektóre źródła podają nawet, że Giovanni był ojcem nieślubnych dzieci przed jego małżeństwem z Lukrecją. Zaważywszy też na jego wiek prawdziwa impotencja byłaby mało prawdopodobna.
W odpowiedzi Sforza oskarżył Lukrecje o kazirodztwo rodzicielskie i braterskie. To oskarżenie było najpierw dokonywane wyłącznie w stosunku do papieża, ale później zostało rozszerzone na wszystkich braci Lukrecji. Pomówienie stało się później popularnym przykładem zepsucia rodziny Borgiów, mimo braku sprawdzalności.
Małżeństwo zostało ostatecznie unieważnione w 1497 ze względu na nieskonsumowanie. Pozwolono mu zachować posag, ale wciąż wymagane było podpisanie potwierdzenia impotencji. Sforza zgodził się na warunki, a sześć miesięcy później pod przysięgą złożył zeznanie, że Lukrecja była dziewicą. Jak na ironię, córka papieża była wtedy rzekomo w ciąży. Jest jednak pewne, że to nie Sforza był ojcem dziecka.
W 1500 roku Giovanni został ekskomunikowany, a jego podwładni próbowali go zabić. Poprzez częste ataki Cezara Borgi (miał na celu zdobycie ziem Sforzów) został zmuszony do porzucenia Pesaro. Prosił o pomoc wszystkie wielkie mocarstwa tamtych czasów – w tym Francję i Świętego Cesarstwa Rzymskie – ale na próżno. Giovanni Sforza mógł wrócić do Pesaro dopiero po śmierci Aleksandra VI i choroby Cezara Borgia (1503 r.). W następnym roku nowy papież, Juliusz II, potwierdził jego prawa do Pesaro.
Ożenił się ponownie z Ginevrą Tiepolo, która dała mu dziedzica, Costanza II.
Zmarł w Pesaro w 1510 roku.

## Giovanni Sforza w kulturze masowej
W wyprodukowanym dla HBO serialu Rodzina Borgiów występuje postać Giovanniego Sforzy, w którego rolę wcielił się brytyjski aktor Ronan Vibert.